# Évolution du Collège cardinalice sous le pontificat de Benoît XVI
Cet article présente l'évolution du Collège des cardinaux au cours du pontificat du pape Benoît XVI.

## Évolution numérique au cours du pontificat
| Date       | Événement                                                                    | Pays | Électeurs | Non votants | Total |
| ---------- | ---------------------------------------------------------------------------- | ---- | --------- | ----------- | ----- |
| 18/04/2005 | Cardinaux au moment du conclave de 2005                                      |      | 117       | 66          | 183   |
|            |                                                                              |      |           |             |       |
| 19/04/2005 | Élection papale du cardinal Joseph Alois Ratzinger sous le nom de Benoît XVI |      | 116       | 66          | 182   |
| 21/06/2005 | Décès du cardinal Jaime Lachica Sin                                          |      | 115       | 66          | 181   |
| 08/07/2005 | 80e anniversaire du cardinal Marco Cé                                        |      | 114       | 67          | 181   |
| 14/07/2005 | 80e anniversaire du cardinal Francisco Álvarez Martínez                      |      | 113       | 68          | 181   |
| 07/08/2005 | 80e anniversaire du cardinal Armand Gaétan Razafindratandra                  |      | 112       | 69          | 181   |
| 15/10/2005 | Décès du cardinal Giuseppe Caprio                                            |      | 112       | 68          | 180   |
| 23/10/2005 | 80e anniversaire du cardinal José Freire Falcão                              |      | 111       | 69          | 180   |
| 08/12/2005 | Décès du cardinal Leo Scheffczyk                                             |      | 111       | 68          | 179   |
| 20/01/2006 | Décès du cardinal Pio Taofinu'u                                              |      | 111       | 67          | 178   |
| 02/02/2006 | 80e anniversaire du cardinal Miguel Obando Bravo                             |      | 110       | 68          | 178   |
| 02/03/2006 | 80e anniversaire du cardinal Bernard Agré                                    |      | 109       | 69          | 178   |
| 24/03/2006 | 80e anniversaire du cardinal Desmond Connell                                 |      | 108       | 70          | 178   |
| 24/03/2006 | Consistoire : création de 15 cardinaux dont 12 électeurs                     |      | 120       | 73          | 193   |
| 01/05/2006 | Décès du cardinal Raúl Francisco Primatesta                                  |      | 120       | 72          | 192   |
| 13/07/2006 | Décès du cardinal Ángel Suquía Goicoechea                                    |      | 120       | 71          | 191   |
| 02/08/2006 | Décès du cardinal Johannes Willebrands                                       |      | 120       | 70          | 190   |
| 14/08/2006 | 80e anniversaire du cardinal Agostino Cacciavillan                           |      | 119       | 71          | 190   |
| 21/08/2006 | 80e anniversaire du cardinal Marian Jaworski                                 |      | 118       | 72          | 190   |
| 17/09/2006 | 80e anniversaire du cardinal Jean-Marie Lustiger                             |      | 117       | 73          | 190   |
| 24/09/2006 | 80e anniversaire du cardinal Ricardo María Carles Gordó                      |      | 116       | 74          | 190   |
| 29/09/2006 | Décès du cardinal Louis-Albert Vachon                                        |      | 116       | 73          | 189   |
| 13/10/2006 | Décès du cardinal Dino Monduzzi                                              |      | 116       | 72          | 188   |
| 18/10/2006 | Décès du cardinal Mario Francesco Pompedda                                   |      | 115       | 72          | 187   |
| 21/11/2006 | 80e anniversaire du cardinal William Wakefield Baum                          |      | 114       | 73          | 187   |
| 10/12/2006 | Décès du cardinal Salvatore Pappalardo                                       |      | 114       | 72          | 186   |
| 15/12/2006 | 80e anniversaire du cardinal Emmanuel Wamala                                 |      | 113       | 73          | 186   |
| 23/12/2006 | 80e anniversaire du cardinal Jorge Arturo Medina Estévez                     |      | 112       | 74          | 186   |
| 06/01/2007 | Décès du cardinal Frédéric Etsou Nzabi Bamungwabi                            |      | 111       | 74          | 185   |
| 09/01/2007 | 80e anniversaire du cardinal Adolfo Antonio Suárez Rivera                    |      | 110       | 75          | 185   |
| 01/02/2007 | Décès du cardinal Antonio Maria Javierre Ortas                               |      | 110       | 74          | 184   |
| 15/02/2007 | 80e anniversaire du cardinal Carlo Maria Martini                             |      | 109       | 75          | 184   |
| 31/03/2007 | 80e anniversaire du cardinal Eduardo Martínez Somalo                         |      | 108       | 76          | 184   |
| 08/05/2007 | 80e anniversaire du cardinal László Paskai                                   |      | 107       | 77          | 184   |
| 20/05/2007 | 80e anniversaire du cardinal Franciszek Macharski                            |      | 106       | 78          | 184   |
| 29/05/2007 | 80e anniversaire du cardinal Varkey Vithayathil                              |      | 105       | 79          | 184   |
| 17/06/2007 | Décès du cardinal Angelo Felici                                              |      | 105       | 78          | 183   |
| 05/08/2007 | Décès du cardinal Jean-Marie Lustiger                                        |      | 105       | 77          | 182   |
| 25/08/2007 | Décès du cardinal Édouard Gagnon                                             |      | 105       | 76          | 181   |
| 14/09/2007 | 80e anniversaire du cardinal Edmund Casimir Szoka                            |      | 104       | 77          | 181   |
| 28/09/2007 | Décès du cardinal Adam Kozłowiecki                                           |      | 104       | 76          | 180   |
| 16/10/2007 | Décès du cardinal Rosalío José Castillo Lara                                 |      | 104       | 75          | 179   |
| 08/11/2007 | Décès du cardinal Stephen Fumio Hamao                                        |      | 103       | 75          | 178   |
| 23/11/2007 | 80e anniversaire du cardinal Angelo Sodano                                   |      | 102       | 76          | 178   |
| 24/11/2007 | Consistoire : création de 23 cardinaux dont 18 électeurs,                    |      | 120       | 81          | 201   |
| 12/12/2007 | Décès du cardinal Alfons Maria Stickler                                      |      | 120       | 80          | 200   |
| 23/12/2007 | Décès du cardinal Aloisio Lorscheider                                        |      | 120       | 79          | 199   |
| 20/02/2008 | 80e anniversaire du cardinal Friedrich Wetter                                |      | 119       | 80          | 199   |
| 06/03/2008 | Décès du cardinal Peter Poreku Dery                                          |      | 119       | 79          | 198   |
| 22/03/2008 | Décès du cardinal Adolfo Antonio Suárez Rivera                               |      | 119       | 78          | 197   |
| 10/04/2008 | Décès du cardinal Ernesto Corripio y Ahumada                                 |      | 119       | 77          | 196   |
| 19/04/2008 | Décès du cardinal Alfonso Lopez Trujillo                                     |      | 118       | 77          | 195   |
| 13/05/2008 | Décès du cardinal Bernardin Gantin                                           |      | 118       | 76          | 194   |
| 13/06/2008 | 80e anniversaire du cardinal Giacomo Biffi                                   |      | 117       | 77          | 194   |
| 17/06/2008 | 80e anniversaire du cardinal Peter Seiichi Shirayanagi                       |      | 116       | 78          | 194   |
| 06/09/2008 | Décès du cardinal Antonio Innocenti                                          |      | 116       | 77          | 193   |
| 13/10/2008 | Décès du cardinal Antonio José González Zumárraga                            |      | 116       | 76          | 192   |
| 12/12/2008 | Décès du cardinal Avery Dulles                                               |      | 116       | 75          | 191   |
| 10/01/2009 | Décès du cardinal Pio Laghi                                                  |      | 116       | 74          | 190   |
| 20/01/2009 | Décès du cardinal Stéphane II Ghattas                                        |      | 116       | 73          | 189   |
| 25/01/2009 | 80e anniversaire du cardinal Michael Michai Kitbunchu                        |      | 115       | 74          | 189   |
| 16/02/2009 | Décès du cardinal Stephen Kim Sou Hwan                                       |      | 115       | 73          | 188   |
| 22/02/2009 | Décès du cardinal Paul Joseph Pham Ðình Tung                                 |      | 115       | 72          | 187   |
| 01/04/2009 | Décès du cardinal Umberto Betti                                              |      | 115       | 71          | 186   |
| 25/06/2009 | 80e anniversaire du cardinal Francesco Marchisano                            |      | 114       | 72          | 186   |
| 04/07/2009 | 80e anniversaire du cardinal Darío Castrillón Hoyos                          |      | 113       | 73          | 186   |
| 17/07/2009 | Décès du cardinal Jean Margéot                                               |      | 113       | 72          | 185   |
| 18/12/2009 | 80e anniversaire du cardinal Józef Glemp                                     |      | 112       | 73          | 185   |
| 30/12/2009 | Décès du cardinal Peter Seiichi Shirayanagi                                  |      | 112       | 72          | 184   |
| 31/12/2009 | Décès du cardinal Cahal Brendan Daly                                         |      | 112       | 71          | 183   |
| 10/01/2010 | Décès du cardinal Armand Gaétan Razafindratandra                             |      | 112       | 70          | 182   |
| 27/01/2010 | 80e anniversaire du cardinal Aloysius Matthew Ambrozic                       |      | 111       | 71          | 182   |
| 18/03/2010 | 80e anniversaire du cardinal Adam Joseph Maida                               |      | 110       | 72          | 182   |
| 20/03/2010 | 80e anniversaire du cardinal Thomas Stafford Williams                        |      | 109       | 73          | 182   |
| 31/03/2010 | 80e anniversaire du cardinal Julián Herranz Casado                           |      | 108       | 74          | 182   |
| 16/04/2010 | Décès du cardinal Tomas Spidlik                                              |      | 108       | 73          | 181   |
| 30/04/2010 | Décès du cardinal Paul Augustin Mayer                                        |      | 108       | 72          | 180   |
| 04/05/2010 | Décès du cardinal Luigi Poggi                                                |      | 108       | 71          | 179   |
| 07/07/2010 | 80e anniversaire du cardinal Theodore Edgar McCarrick                        |      | 107       | 72          | 179   |
| 30/08/2010 | 80e anniversaire du cardinal Paul Poupard                                    |      | 106       | 73          | 179   |
| 06/09/2010 | 80e anniversaire du cardinal Salvatore De Giorgi                             |      | 105       | 74          | 179   |
| 18/09/2010 | 80e anniversaire du cardinal Ignace Moussa I Daoud                           |      | 104       | 75          | 179   |
| 26/09/2010 | 80e anniversaire du cardinal Michele Giordano                                |      | 103       | 76          | 179   |
| 15/10/2010 | 80e anniversaire du cardinal Christian Wiyghan Tumi                          |      | 102       | 77          | 179   |
| 14/11/2010 | 80e anniversaire du cardinal Janis Pujats                                    |      | 101       | 78          | 179   |
| 20/11/2010 | Consistoire : création de 24 cardinaux dont 20 électeurs                     |      | 121       | 82          | 203   |
| 22/11/2010 | Décès du cardinal Urbano Navarrete                                           |      | 121       | 81          | 202   |
| 03/12/2010 | Décès du cardinal Michele Giordano                                           |      | 121       | 80          | 201   |
| 26/01/2011 | 80e anniversaire du cardinal Bernard Panafieu                                |      | 120       | 81          | 201   |
| 06/02/2011 | 80e anniversaire du cardinal Ricardo Jamin Vidal                             |      | 119       | 82          | 201   |
| 12/02/2011 | 80e anniversaire du cardinal Agustin Garcia-Gasco y Vicente                  |      | 118       | 83          | 201   |
| 19/02/2011 | 80e anniversaire du cardinal Camillo Ruini                                   |      | 117       | 84          | 201   |
| 04/03/2011 | 80e anniversaire du cardinal William Henry Keeler                            |      | 116       | 85          | 201   |
| 01/04/2011 | Décès du cardinal Varkey Vithayathil                                         |      | 116       | 84          | 200   |
| 11/04/2011 | 80e anniversaire du cardinal Sergio Sebastiani                               |      | 115       | 85          | 200   |
| 18/04/2011 | Décès du cardinal Giovanni Saldarini                                         |      | 115       | 84          | 199   |
| 01/05/2011 | Décès du cardinal Agustin Garcia-Gasco                                       |      | 115       | 83          | 198   |
| 30/06/2011 | Décès du cardinal Georg Maximilian Sterzinsky                                |      | 114       | 83          | 197   |
| 21/07/2011 | Décès du cardinal Casimir Świątek                                            |      | 114       | 82          | 196   |
| 24/07/2011 | Décès du cardinal Virgilio Noè                                               |      | 114       | 81          | 195   |
| 26/08/2011 | Décès du cardinal Aloysius Ambrozic                                          |      | 114       | 80          | 194   |
| 03/09/2011 | Décès du cardinal Andrzej Maria Deskur                                       |      | 114       | 79          | 193   |
| 24/09/2011 | 80e anniversaire du cardinal Medardo Joseph Mazombwe                         |      | 113       | 80          | 193   |
| 04/11/2011 | 80e anniversaire du cardinal Bernard Law                                     |      | 112       | 81          | 193   |
| 26/11/2011 | 80e anniversaire du cardinal Adrianus Johannes Simonis                       |      | 111       | 82          | 193   |
| 07/12/2011 | 80e anniversaire du cardinal Nicolas Cheong-Jin-Suk                          |      | 110       | 83          | 193   |
| 11/12/2011 | Décès du cardinal John Patrick Foley                                         |      | 109       | 83          | 192   |
| 06/01/2012 | 80e anniversaire du cardinal José Saraiva Martins                            |      | 108       | 84          | 192   |
| 13/01/2012 | 80e anniversaire du cardinal Joseph Zen Ze-Kiun                              |      | 107       | 85          | 192   |
| 31/01/2012 | Décès du cardinal Anthony Bevilacqua                                         |      | 107       | 84          | 191   |
| 18/02/2012 | Consistoire : création de 22 cardinaux dont 18 électeurs                     |      | 125       | 88          | 213   |
| 08/03/2012 | 80e anniversaire du cardinal Rodolfo Quezada Toruño                          |      | 124       | 89          | 213   |
| 09/03/2012 | Décès du cardinal José Tomás Sánchez                                         |      | 124       | 88          | 212   |
| 02/04/2012 | 80e anniversaire du cardinal Edward Michael Egan                             |      | 123       | 89          | 212   |
| 07/04/2012 | Décès du cardinal Ignace Moussa Ier Daoud                                    |      | 123       | 88          | 211   |
| 10/04/2012 | Décès du cardinal Luis Aponte Martínez                                       |      | 123       | 87          | 210   |
| 17/05/2012 | 80e anniversaire du cardinal Miloslav Vlk                                    |      | 122       | 88          | 210   |
| 04/06/2012 | Décès du cardinal Rodolfo Quezada Toruño                                     |      | 122       | 87          | 209   |
| 14/06/2012 | 80e anniversaire du cardinal Henri Schwery                                   |      | 121       | 88          | 209   |
| 09/07/2012 | Décès du cardinal Eugênio de Araujo Sales                                    |      | 121       | 87          | 208   |
| 26/07/2012 | 80e anniversaire du cardinal James Francis Stafford                          |      | 120       | 88          | 208   |
| 10/08/2012 | 80e anniversaire du cardinal Gaudencio Rosales                               |      | 119       | 89          | 208   |
| 22/08/2012 | Décès du cardinal Paul Shan Kuo-hsi                                          |      | 119       | 88          | 207   |
| 24/08/2012 | 80e anniversaire du cardinal Cormac Murphy-O'Connor                          |      | 118       | 89          | 207   |
| 31/08/2012 | Décès du cardinal Carlo Maria Martini                                        |      | 118       | 88          | 206   |
| 13/09/2012 | 80e anniversaire du cardinal Pedro Rubiano Sáenz                             |      | 117       | 89          | 206   |
| 20/09/2012 | Décès du cardinal Fortunato Baldelli                                         |      | 116       | 89          | 205   |
| 01/11/2012 | 80e anniversaire du cardinal Francis Arinze                                  |      | 115       | 90          | 205   |
| 23/11/2012 | 80e anniversaire du cardinal Renato Raffaele Martino                         |      | 114       | 91          | 205   |
| 24/11/2012 | Consistoire : création de 6 cardinaux tous électeurs                         |      | 120       | 91          | 211   |
| 08/12/2012 | 80e anniversaire du cardinal Eusébio Oscar Scheid                            |      | 119       | 92          | 211   |
| 23/01/2013 | Décès du cardinal Józef Glemp                                                |      | 119       | 91          | 210   |
| 26/01/2013 | 80e anniversaire du cardinal Javier Lozano Barragán                          |      | 118       | 92          | 210   |
| 08/02/2013 | Décès du cardinal Giovanni Cheli                                             |      | 118       | 91          | 209   |
| 23/02/2013 | Décès du cardinal Julien Ries                                                |      | 118       | 90          | 208   |
| 26/02/2013 | 80e anniversaire du cardinal Lubomyr Husar                                   |      | 117       | 91          | 208   |
| 28/02/2013 | Décès du cardinal Jean Honoré                                                |      | 117       | 90          | 207   |
|            |                                                                              |      |           |             |       |
| 28/02/2013 | Renonciation du pape Benoît XVI - Fin du pontificat                          |      |           |             |       |
| 05/03/2013 | 80e anniversaire du cardinal Walter Kasper                                   |      | 117       | 90          | 207   |
| 31/12/2022 | Décès du pape émérite Benoît XVI                                             |      |           |             |       |